# Fargues (Lot)
Fargues is een plaats en voormalige gemeente in het Franse departement Lot in de regio Occitanie en telt 149 inwoners (1999). De plaats maakt deel uit van het arrondissement Cahors.

## Geschiedenis
Fargues maakte deel uit van het kanton Montcuq tot dit op 22 maart 2015 werd opgeheven en de gemeente werd opgenomen in het kanton Luzech. Op 1 januari 2019 gefuseerde Fargues met de gemeenten Le Boulvé, Saint-Matré en Saux tot de commune nouvelle Porte-du-Quercy, waarna Fargues op 5 maart 2020 werd overgeheven naar het kanton Puy-l'Evêque.

## Geografie
De oppervlakte van Fargues bedraagt 14,6 km², de bevolkingsdichtheid is 10,2 inwoners per km².
De onderstaande kaart toont de ligging van Fargues (Lot) met de belangrijkste infrastructuur en aangrenzende gemeenten.

## Demografie
Onderstaande figuur toont het verloop van het inwonertal.